# Манеж (Великий Новгород)
Манеж (экзерциргауз) — историческое здание, располагающееся в Великом Новгороде по адресу: улица Бредова-Звериная, 22. Здание является памятником градостроительства и архитектуры середины XIX века, объектом культурного наследия и наиболее показательным и выразительным образцом позднего классицизма в Великом Новгороде.

## Архитектура здания
Здание одноэтажное, прямоугольное в плане с двускатной крышей, выходящее восточным фасадом на Великую улицу. Архитектурно-художественное решение фасадов — в стилистике позднего классицизма. Фасады декорированы архивольтами полуциркульных окон и объёмными импостами в простенках. Центральная часть западного фасада и торцы выделены пилястровыми портиками дорического ордера увенчанные аттиком. Торцы, между пилястрами, имеют дверной и оконные полуциркульные проёмы с архивольтами.
К центральной части восточного фасада примыкает пристройка, в которой изначально проектом было предусмотрено устройство храма. Её главный фасад украшает пилястровый портик дорического ордера, увенчанный треугольным фронтоном. Простенки между пилястрами имеют полуциркульные окна, обрамленные архивольтами, над которыми размещены филёнки. На северном и южном фасадах по два полуциркульных оконных проёма.
В основе цветового решения фасадов, придающего архитектурную выразительность облику здания, лежат два максимально контрастных цвета: красный кирпич стен и белые детали — архивольты, тяги, пилястры.

## История

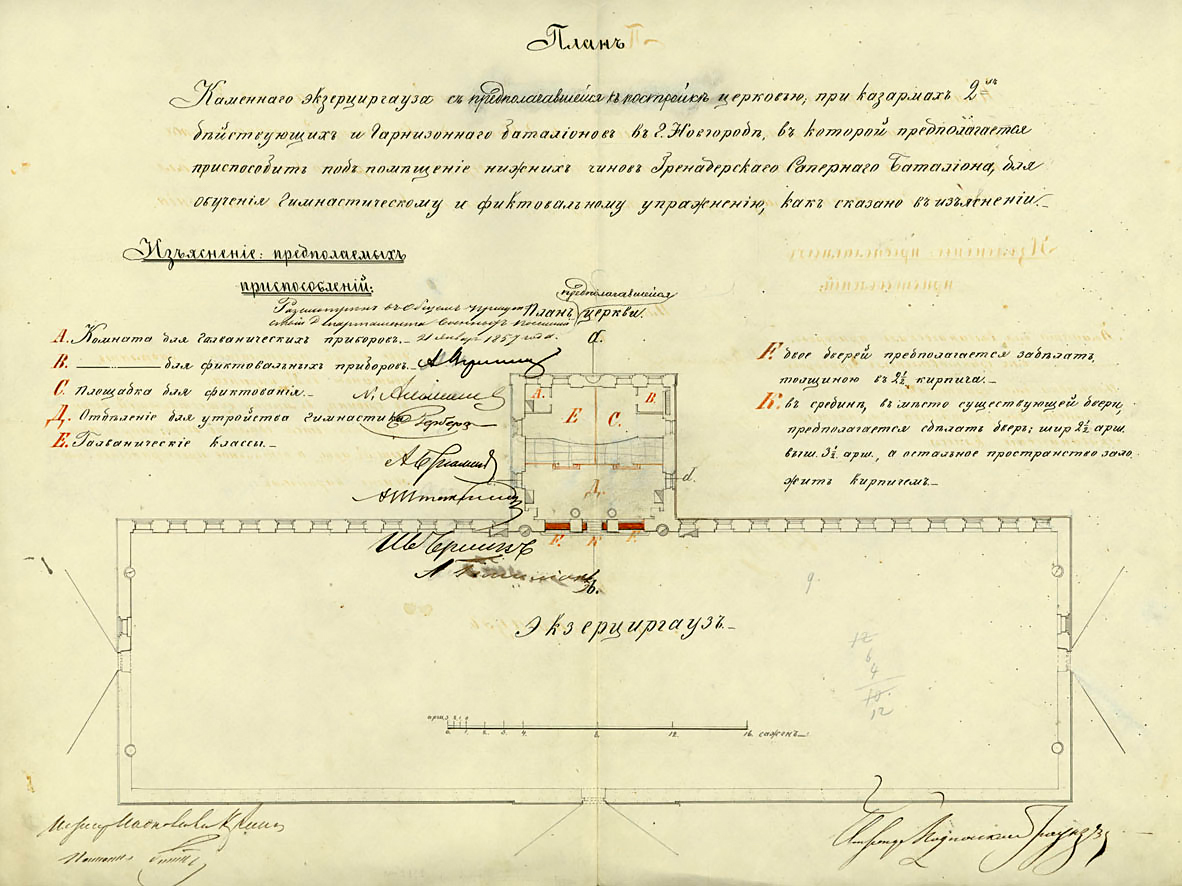
Проект манежа с предлагаемыми изменениями в здании пристройки

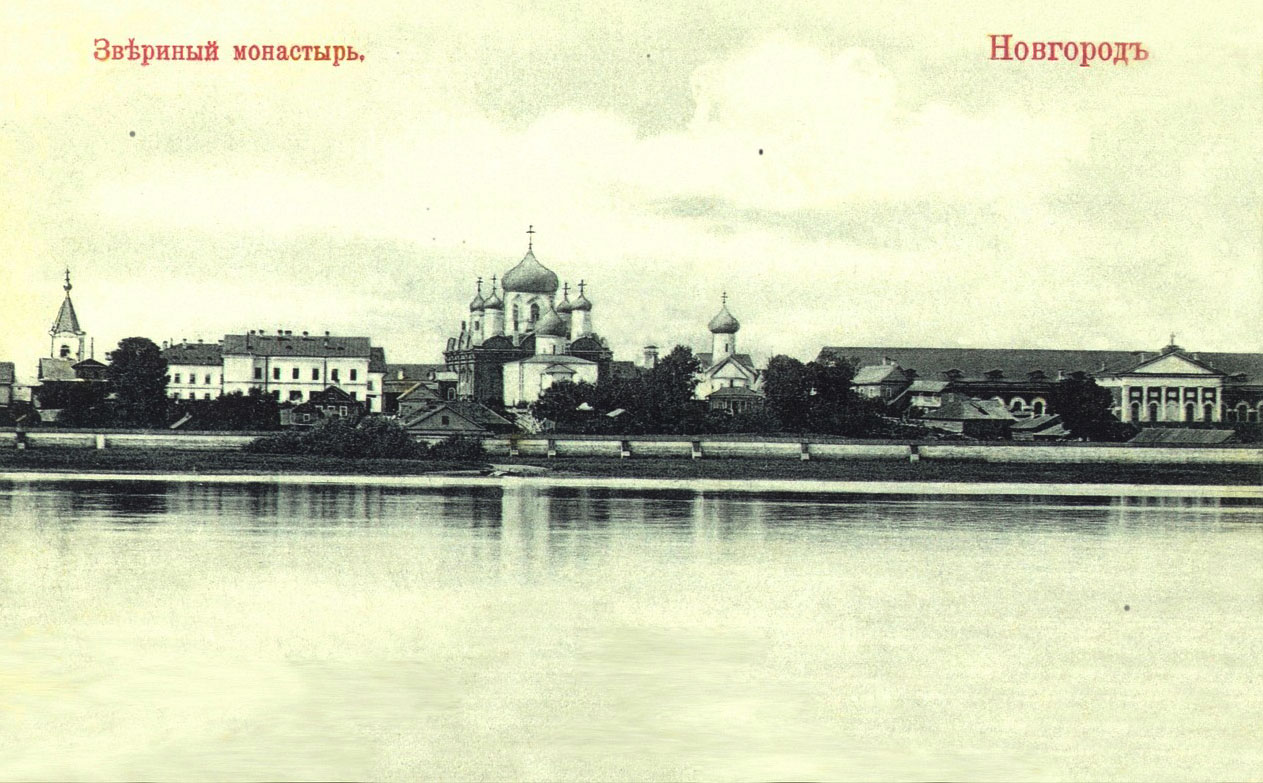
Зверин монастырь и манеж начало XX века

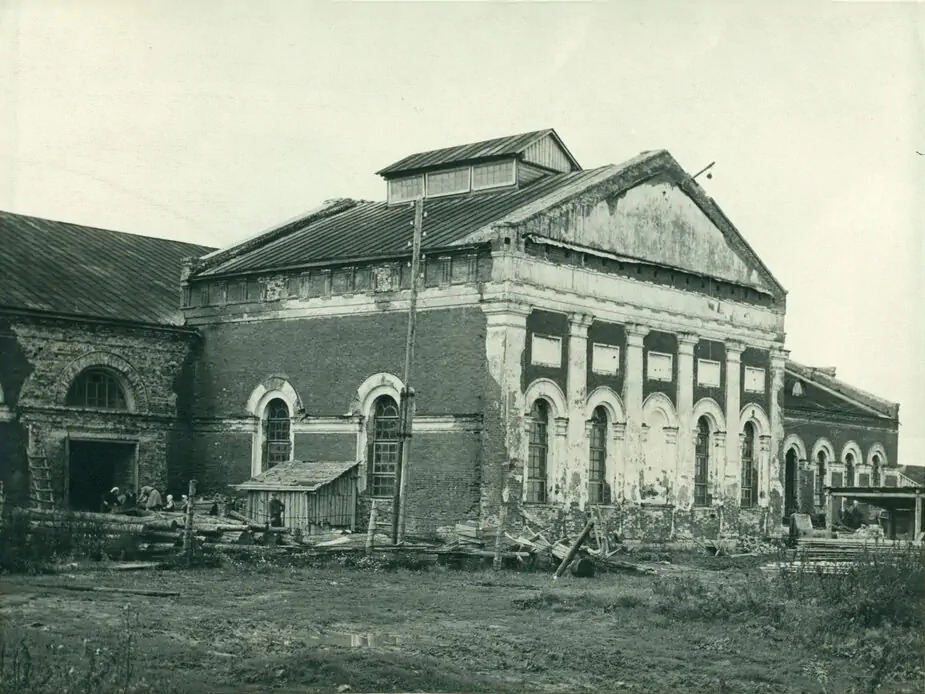
Манеж в 1948 году

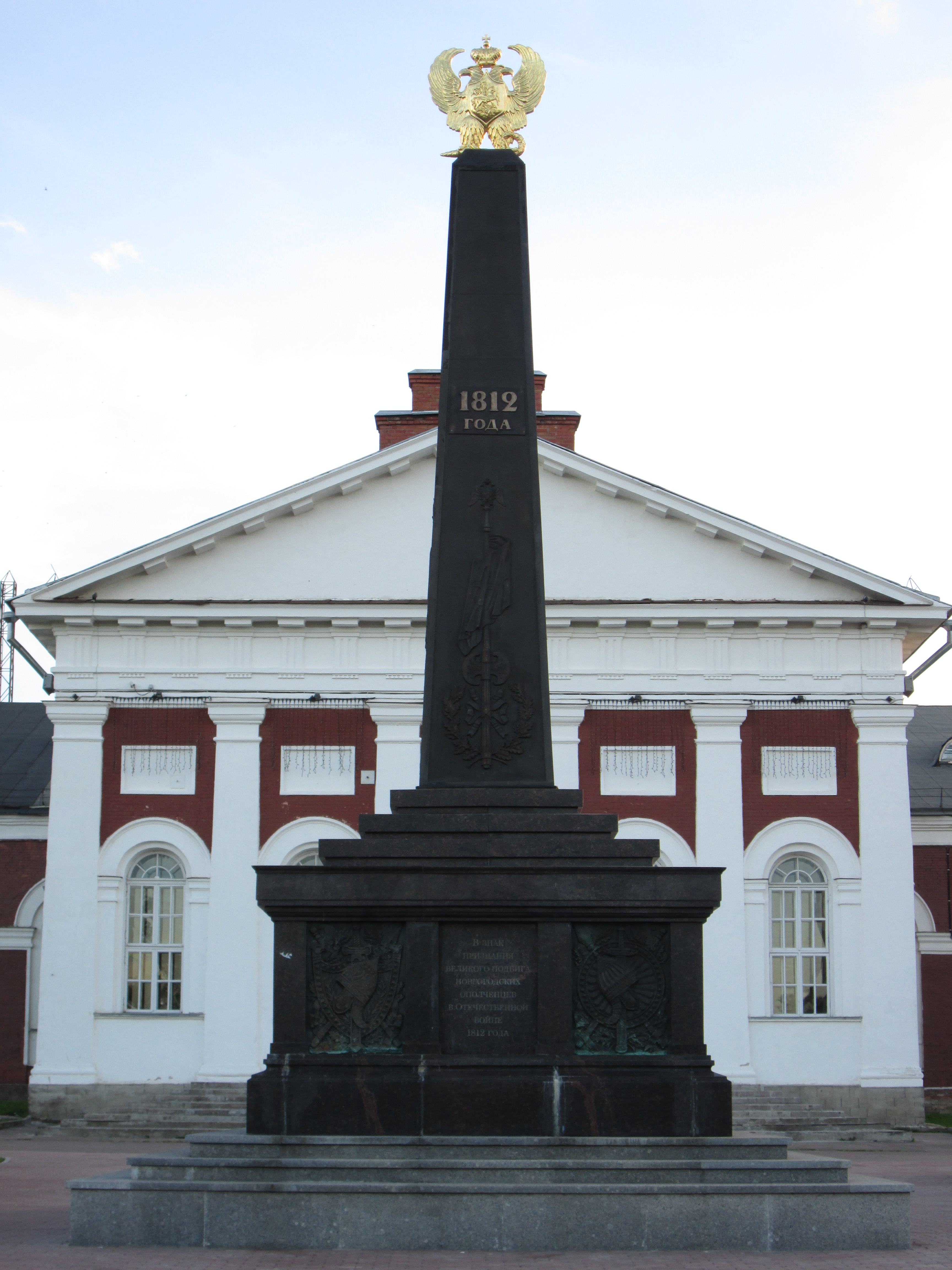
Памятник Новгородскому ополчению 1812 года перед манежем

История строительства манежа в Новгороде связана с идеей Александра I об организации военных поселений в России. Александр I уделял особое внимание поселениям Новгородской губернии, где в 1820-х годах было размещено шесть полков, расположившихся в Селищах, Муравьях, Кречевицах, Новоселицах, Медведе и Старой Руссе.
Для размещения войсковых частей в Новгороде формировались казарменные комплексы. Чтобы удовлетворить потребности квартирующих в городе войск, военным ведомством было сооружено несколько зданий и сооружений, одним из которых стал манеж (экзерциргауз) — строение для строевых занятий зимой и в ненастную погоду, внушительное и сложное в инженерном отношении здание для своего времени.
Проект экзерциргауза с церковью был высочайше утверждён в ноябре 1833 года и по своей архитектуре был схож с манежами в Новоселицах и Медведе. По предположению архитектора Владимира Ивановича Пилявского проект манежа мог быть исполнен архитектором Л. А. Дюбю.
В январе 1834 года проект отправлен для составления подробной сметы заведующему работами в Новгороде генерал-майору Волкову. 25 мая (6 июня) 1839 года смета была утверждена Общим присутствием Департамента военных поселений. Работы по строительству манежа начались в 1843 году и проводились «в размере ассигнуемой суммы», поступавшей ежегодно из Департамента военных поселений. К 1847 году, согласно смете, составленной управлением 1-го округа Корпуса инженеров военных поселений, на строительные работы было потрачено 37 366 руб. 59 коп., для завершения строительства требовалось 22 228 руб. 35 коп. В 1851 году заведующий работами в Новгороде и первых четырёх округах пахотных солдат инженер-полковник Иваницкий сообщил в управление 1-го округа Корпуса инженеров военных поселений, что «состоящий при казармах трёх батальонов в г. Новгороде каменный экзерциргауз постройкою доведён до такой степени, что квартирующие войска начали уже производить ученье». Для отопления огромного помещения манежа были установлены восемь металлических печей.
При строительстве манежа в проект были внесены изменения и вместо храма в здании пристройки были размещены гальванический класс, фехтовальное и гальваническое отделения для Гренадерского сапёрного батальона, а в 1862 году здание было переоборудовано под склад инструментов и материалов инженерного ведомства. Но в 1864 году, стараниями Выборгского 85-го пехотного полка, было принято решение об устройстве в здании пристройки, как и предполагалось проектом первоначально, полкового храма. В 1877 году был разработан проект архитектором Главного инженерного управления Христианом Ивановичем Грейфаном. Полковой храм устраивался частью на церковные средства, частью на полковые суммы и пожертвования бывших офицеров полка. И в сентябре 1884 года в здании была освящена церковь святого благоверного великого князя Александра Невского. В 1907 году очевидец так описывал внутренне убранство храма: «Церковь содержится внутри более чем благолепно. Изумительная чистота и порядок обязаны трудам уважаемого ктитора, капитана Недовескова, посвящающего часы досуга храму Божию. По стенам мраморные доски с именами убитых. В иконостасе хранятся высокопочитаемые образа, бывшие с полком на поле брани». Но при этом само помещение было маловместительным, из-за сырости и отсутствия вентиляции разрушалось не только помещение, но и церковная утварь быстро изнашивалась и ветшала. Ещё одним отрицательным фактором являлось совмещение богослужения с происходящими в соседнем помещении манежа учениями. Всё это послужило тому, что в 1914 году церковь была закрыта.
Манеж являлся одним из самых крупных общественных зданий города. Помимо строевых занятий войск, в нём проводились различные полковые торжества, организовывались театральные представления для военнослужащих, конноспортивные состязания, а также занятия «потешных» — детей обучающихся строю и гимнастике. С 29 июня (12 июля) на 30 июня (13 июля) 1910 года манеж на одну ночь стал автомобильным гаражом для машин участников первого Международного автопробега на приз императора Николая II.

### Советский период
После Октябрьской революции манеж продолжал использоваться по своему прямому назначению вплоть до Великой Отечественной войны. Во время оккупации Новгорода манеж серьёзно пострадал. Но уже в январе 1945 года, после освобождения города, началось восстановление здания.
В 1946 году в здании расположился главный корпус мотороремонтного завода, который стал вторым предприятием после речного порта начавший работать в Новгороде после войны. Предприятие предназначалось «для капитального ремонта моторов, тракторов и автомашин, изготовления и реставрации запасных частей, инструмента и приспособлений». В 50-е годы завод передали под управление ленинградского машиностроительного завода «Красный октябрь», став его филиалом завод выпускал детали к текстильным машинам, затем стал изготавливать детали и двигатели к мопедам. В конце 1970-х годов было принято решение перевести завод из здания манежа, чтобы его работа не мешала находившемуся поблизости госпиталю и в 1982 году завод перевели в новое здание в районе улицы Рабочей.

### Постсоветский период
Осенью 1999 года мэр Великого Новгорода Александр Владимирович Корсунов в рамках стратегии на восстановление «законсервированных» объектов принял решение о начале реконструкции здания с целью создания в нём городского спортивно-оздоровительного комплекса. Инициатором реконструкции был депутат Новгородской городской думы, директор детско-юношеской спортивной школы по гимнастике Дмитрий Александрович Трофимов. В этом же году здание манежа было передано СДЮСШОР. Несмотря на финансовые трудности, работы по реконструкции были проведены в течение двух лет. В сентябре 2001 года спортивный комплекс «Манеж» начал свою работу.
7 октября 2013 года многофункциональный спортивный комплекс «Манеж» был внесён во Всероссийский реестр объектов спорта.